# Балзорано (Л'Аквила)
Балзорано (итал. Balsorano) је насеље у Италији у округу Л'Аквила, региону Абруцо.
Према процени из 2011. у насељу је живело 3705 становника. Насеље се налази на надморској висини од 356 м.

## Становништво
Према резултатима пописа становништва 2011. у општини је живело 3.655 становника.
| 1931. | 1936. | 1951. | 1961. | 1971. | 1981. | 1991. | 2001. | 2011. |
| ----- | ----- | ----- | ----- | ----- | ----- | ----- | ----- | ----- |
| 3.704 | 3.906 | 4.517 | 4.169 | 4.084 | 3.752 | 3.643 | 3.705 | 3.655 |